# Amboseli Nemzeti Rezervátum
Az Amboseli Nemzeti Rezervátum (korábban Nemzeti Park, még korábban Maszáj Vadvédelmi Terület) Kajiado kerületben, a Hasadékvölgy Tartományban található Kenya déli részén, közel a tanzániai határhoz.
Az 1974-ben nemzetközi bioszféra-rezervátummá és nemzeti parkká nyilvánított Amboseli területe csupán 392 négyzetkilométer, ám kis mérete és törékeny ökoszisztémája ellenére számos őslakos emlős otthonául szolgál. A területen több mint 50 nagyobb emlős- és 400-nál is több madárfaj van jelen. Fő látványossága a mintegy 650 tagból álló elefántpopulációja, jóllehet számtalan csíkos gnú, zebra és impala is él a területen, de a veszélyeztetett fekete orrszarvú és gepárd is megtalálható. A park háttereként a Kilimandzsáró hófödte csúcsa szolgál, amely innen alig 40 kilométerre tornyosul a felhők fölé. Amboseli területének egyharmadát az Amboseli-tó foglalja el, amelyik viszont csak az esős évszakban alkot egy nagyobb, összefüggő vízfelszínt.
Mwai Kibaki elnök rendelete alapján 2005 szeptembere óta nem a Kenyai Vadvédelmi Szolgálat, hanem az Olkejuado megyei tanács felügyelete alatt áll. Ez a lényegtelennek tűnő változtatás azzal az eredménnyel járt, hogy a park bevételei azóta a helybéli maszáj közösséget gazdagítja. Az Amboseli a Masai Mara Rezervátum és a Nakuru Nemzeti Park után a harmadik legkedveltebb természetvédelmi terület az országban, a 2006-os becslések alapján mintegy 120 000 turista látogatott el a rezervátumba.
Érdekessége, hogy megfordult itt Ernest Hemingway és Robert Ruark, akik ebből a környezetből merítettek ihletet kalandos vadásztörténeteikhez.
A rezervátum területén található a kisebb repülőgépeket fogadni képes Amboseli repülőtér.

## Külső hivatkozások
- Hivatalos honlap